# Bion (satellite)

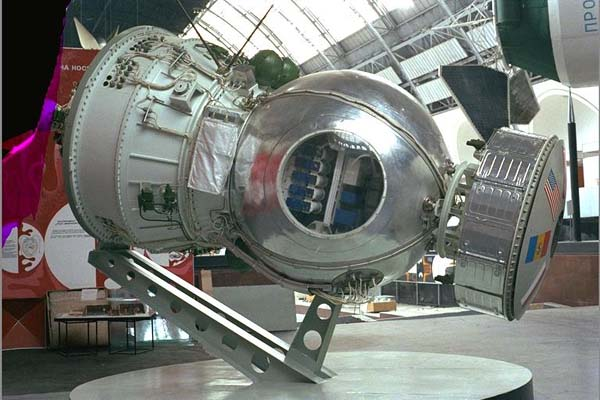
Un satellite Bion in esposizione.

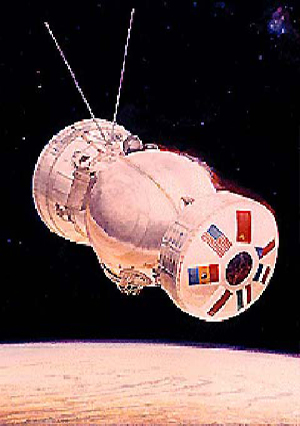
Raffigurazione di artista di un satellite Bion in orbita.

Bion è una serie di satelliti artificiali sviluppati e costruiti in Unione Sovietica, progettati per lo studio degli effetti delle radiazioni sulle forme di vita. Complessivamente, ne furono lanciati undici, tra il 1966 ed il 1996.

## Il programma
I satelliti Bion furono costruiti dal TsSKB (che gli diede il nome interno di 12KS), con lo scopo di trasportare dei carichi sperimentali di tipo biologico (insetti, scimmie, topi, ecc). Il “carico di missione” era di responsabilità dell'Istituto per le Problematiche Mediche e Biologiche, e poteva raggiungere i 625 kg. Ulteriori 90 kg potevano essere trasportati grazie ai moduli esterni Nauka, che venivano lanciati insieme agli Zenit-2M.
Dal punto di vista tecnico, la struttura dei Bion era la stessa dei satelliti spia Zenit. La massa raggiungeva i 5.400 kg, con un'orbita di 226 per 228 km all'inclinazione di 82,3 gradi.
Complessivamente, ne furono lanciati dodici esemplari, in gran parte mediante missioni Cosmos.
- Cosmos 110: 22 febbraio 1966.
- Cosmos 605 - Bion 1: 31 ottobre 1973
- Cosmos 690 - Bion 2: 22 ottobre 1974
- Cosmos 782 - Bion 3: 25 novembre 1975
- Cosmos 936 - Bion 4: 3 agosto 1977
- Cosmos 1129 - Bion 5: 25 settembre 1979
- Cosmos 1514 - Bion 6: 14 dicembre 1983
- Cosmos 1667 - Bion 7: 10 luglio 1985
- Cosmos 1887 - Bion 8: 29 settembre 1987
- Cosmos 2044 - Bion 9: 15 settembre 1989
- Cosmos 2229 - Bion 10: 29 dicembre 1992
- Bion 11: 24 dicembre 1996

I lanci furono tutti effettuati con vettori Sojuz presso il cosmodromo di Plesetsk.